# هری لندرز
هری لندرز (انگلیسی: Harry Landers؛ زادهٔ ۳ سپتامبر ۱۹۲۱ - درگذشتهٔ اکتبر ۲۰۱۷) بازیگر اهل ایالات متحده آمریکا است. وی بین سال‌های ۱۹۴۷ تا ۱۹۹۱ میلادی فعالیت می‌کرد.
از فیلم‌ها یا مجموعه‌های تلویزیونی که وی در آن‌ها نقش داشته است، می‌توان به بن کیسی اشاره نمود.